# 绿背树蛙
绿背树蛙（学名：Zhangixalus dorsoviridis）一种分布于越南北部及中国云南等地区的两栖动物，隶属于树蛙科张树蛙属。

## 形态特征
绿背树蛙雄蛙体长35.7～41.6毫米。皮肤平滑，身体背部呈翠绿、灰绿或棕绿色，背后部散有不规则黄绿色或亮绿色小点；体侧灰白色，与体背颜色分界明显，近胯部和股外侧有2～5个椭圆形黑斑；腹面黄白色，喉部有灰黑色细点。

## 保护
本种于2023年被收录入《有重要生态、科学、社会价值的陆生野生动物名录》。